# Carl Douglas (1908–1961)
Carl Ludvig Douglas, född 26 juli 1908 i Stjärnorps församling i Östergötlands län, död 21 januari 1961 i Rio de Janeiro i Brasilien (räknad till Storkyrkoförsamlingen i Stockholm), var en svensk greve och diplomat.

## Biografi
Douglas var son till generallöjtnanten, greve Archibald Douglas och Astri, ogift Henschen, samt bror till Archibald Douglas, sonson till Ludvig Douglas och dotterson till Salomon Henschen. Efter akademiska studier blev han juris kandidat 1931. Han kom till Utrikesdepartementet (UD), där han blev attaché 1933, andre sekreterare 1936, förste sekreterare 1939 och byråchef 1946. Han blev tillförordnad chargé d’affaires i Jakarta 1950, beskickningsråd med namn av plénipotentaire i Washington 1953, byråchef hos UD 1959 och sändebud i Rio de Janeiro 1960. Douglas dog i en bilolycka i Rio de Janeiro 1961.
Han tjänstgjorde vid beskickningarna i Paris, Helsingfors, Oslo, Madrid, var föredragande i folkhushållningsdepartementet 1946–1948 och ledamot av clearingnämnden 1948–1950.
Carl Douglas gifte sig 1935 med tyska Ottora Haas-Heye (1910–2001), dotter till professor Otto Ludwig Haas-Heye och Victoria zu Eulenburg, syster till Libertas Schulze-Boysen samt omgift med Otto Berend Reimer. De fick fyra barn: finansmannen Gustaf Douglas (1938–2023), Elizabeth (född 1940), gift med hertig Max Emanuel in Bayern, designern Rosita Marlborough (född 1943), 1972–2008 gift med John Churchill, samt civilekonomen och civilingenjören Philip Douglas (född 1945).